# 潭柘寺

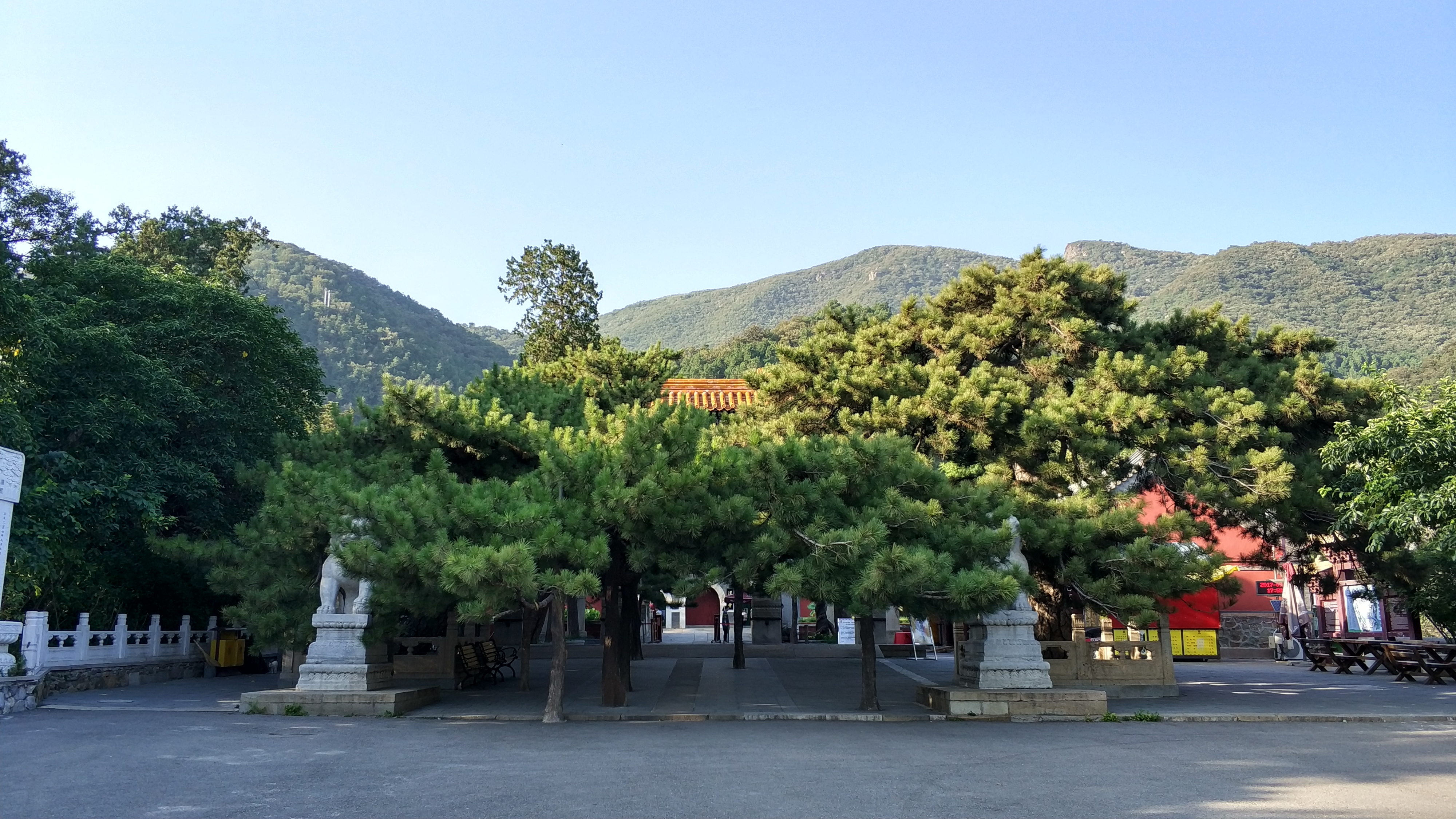
潭柘寺

潭柘寺（たんしゃじ、英語: tangzhesi）は、中華人民共和国北京市の西郊外の門頭溝区にあるお寺である。潭柘山の麓にあり、北京市街地から約30キロの場所にある。非常に歴史あるお寺であり、晋代（265年-420年）に建立されたと言われている。もともと嘉福寺と呼ばれていたが、清の康熙帝に岫雲寺と名付けられた。康熙帝は自ら岫雲寺と書いた額を贈ったとされる。しかし寺の裏側には龍の湿地帯（潭）があり、山の上には柘の木があったことから、民間では常に潭柘寺と呼ばれ、それが定着した。
古刹であるため、古くから多くの有名人がこの地を訪れた。特に清の康熙帝と乾隆帝は何度もこの地を訪れた。このため、皇家のお寺にもなった。1929年にはわざわざ蔣介石が参拝しに来たほどである。中華人民共和国成立後は1956年に朱徳が訪問したことがある。ただし文革時代に貴重なものが破壊され、流失した。1968年に一度閉鎖されたものの、1978年より復旧作業がスタートし、1980年7月に再び一般開放された。

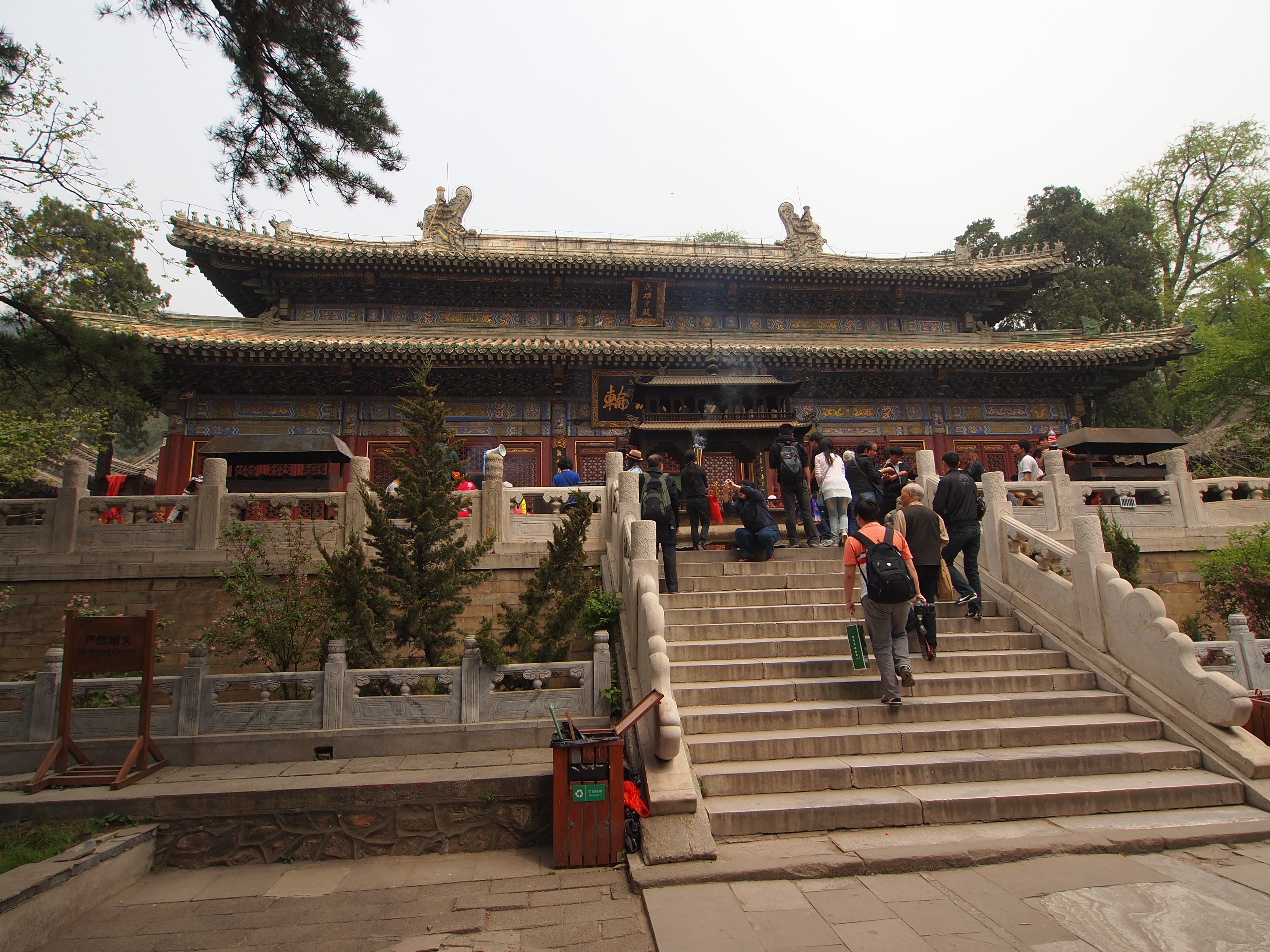
大雄宝殿

潭柘寺は北に座した南向きの建物で、東、真ん中、西の三つに分かれている。真ん中の建物は山門、天王門、大雄宝殿、毘盧閣などで、東は方丈院、延清閣、行宮院、万寿宮、太后宮で、西は戒台、観音殿などになる。また乾隆帝が植えたとされる「帝王樹」、「配王樹」のイチョウの木は樹齢1000年を超えると言われ、見所の一つである。その他、山頂にある毘盧閣からは全体を眺めることができ、山全体の紅葉なども見ることができる。